# Laura Karpman
Laura Karpman (Los Angeles, 1º marzo 1959) è una compositrice statunitense.
Ha composto musiche per film, serie televisive, documentari e videogiochi. Nel 2016 è stata eletta tra i governatori del consiglio del Academy of Motion Picture Arts and Sciences. Per un periodo di tempo ha vissuto a Casigliano. Nel 2020 ha contribuito alla realizzazione del monumento per la Pace nel Kuwait.

## Filmografia parziale

### Cinema
- Break Up, regia di Paul Marcus (1998)
- Man in the Chair, regia di Michael Schroeder (2007)
- The Tournament, regia di Scott Mann (2009)
- Un Natale speciale a New York (Black Nativity), regia di Kasi Lemmons (2013)
- Parigi può attendere (Paris can wait), regia di Eleanor Coppola (2016)
- Come far perdere la testa al capo (Set It Up), regia di Claire Scanlon (2018)
- The Marvels, regia di Nia DaCosta (2023)
- Captain America: Brave New World, regia di Julius Onah (2025)

### Televisione
- Taken - miniserie TV (2002)
- Odyssey 5 - serie TV (2002-2003)
- In Justice - serie TV (2006)
- Underground - serie TV (2016-2017)
- Lovecraft Country - La terra dei demoni (Lovecraft Country) - serie TV (2020)
- What If...? - serie TV d'animazione (2021-2024)
- Ms. Marvel - miniserie TV (2022)

## Videogiochi
- EverQuest II (2004)
- Untold Legends: Dark Kingdom (2006)
- Kung Fu Panda 2 (2011)
- Guardians of Middle-earth (2012)
- Project Spark (2014)

## Riconoscimenti
- Premio Oscar
  - 2024 - Candidatura alla miglior colonna sonora originale per American Fiction
- Premio Emmy
  - 2003 - Candidatura alla miglior colonna sonora in una serie per Odyssey 5
  - 2008 - Candidatura alla miglior colonna sonora in una miniserie o film televisivo per Masters of Science Fiction
  - 2020 - Miglior colonna sonora in un documentario per Why We Hate
  - 2020 - Candidatura al miglior tema musicale di una sigla per Why We Hate
  - 2021 - Candidatura alla miglior colonna sonora in una serie per Lovecraft Country - La terra dei demoni
  - 2023 - Candidatura alla miglior colonna sonora in una miniserie o film televisivo per Ms. Marvel
  - 2023 - Candidatura al miglior tema musicale di una sigla per Ms. Marvel